# ایلکین آیدین
ایلکین آیدین (ترکی استانبولی: İlkin Aydın؛ زادهٔ ۵ ژانویهٔ ۲۰۰۰) یک بازیکن والیبال اهل ترکیه است. قد او ۱۸۳ سانتیمتر (۶٫۰۰ فوت) و وزن وی قد ۶۷ کیلوگرم (۱۴۸ پوند) است و در موقعیت آبشارزن قدرتی بازی می‌کند. او همکنون برای تیم والیبال گالاتاسرای بازی می‌کند.

## حرفه
ایلکین آیدین در سال‌های ۲۰۱۵–۲۰۱۶ در ایلبانک و سپس در دبیرستان ورزشی TVF بین سال‌های ۲۰۱۶ تا ۲۰۱۷ بازی کرد. آیدین در ۵ اوت ۲۰۱۷ به مدت سه سال به باشگاه گالاتاسرای منتقل شد.

## تحصیلات
او تحصیلات خود را در دانشگاه اوسکودار، دانشکده ارتباطات، بخش ارتباطات بصری و طراحی ادامه می‌دهد.